# Jan Neruda
Jan Neruda [jan 'nɛrudaⓘ] (Praga, 9 de julio de 1834 - 22 de agosto de 1891) fue un poeta, cuentista, dramaturgo y novelista checo, uno de los principales representantes del realismo checo y miembro de la llamada Escuela de Mayo. Su obra más reconocida es Cuentos de Malá Strana (1877), un libro de relatos sobre la pequeña burguesía praguense del, por aquel entonces, tranquilo barrio. 

## Biografía
Nacido en el distrito praguense de Malá Strana (traducido "El barrio pequeño"), cuya calle principal lleva hoy su nombre, fue hijo de un modesto tendero, que combatió al ejército napoleónico, pero no pudo hacer fortuna. En 1845 estudia bachillerato en el instituto de Malá Strana (malostranské gymnasium) y en 1850 en el colegio alemán (akademické gymnasium). Siguiendo los pasos de su padre, intentó por dos veces ingresar, sin éxito, en la facultad de Derecho. 
Su padre no quería que fuese gacetillero, por lo que firmó sus primeros escritos con pseudónimo.
Tuvo que realizar algunos trabajos como oficinista y posteriormente escribió para los diarios Národní listy (Hojas nacionales), Obrazy domova (Vistas domésticas), Čas (Tiempo), Kwěty (Flores) y fundó, junto con Viteslav Hálek, la revista Lumír.
Mantuvo una apasionada relación platónica con la escritora Karolina Světlá, que ésta finalizó abrupta y unilateralmente en 1862, cuando llegó a conocimiento de su marido y provocó el consiguiente escándalo en los círculos artísticos checos. De carácter solitario e introvertido, nunca se casó, pero fue amigo de Bedrich Smetana.
Fue el introductor del género del folletín en la prensa checa . En 1871 viajó a Alemania, Francia, Italia, Grecia y Egipto, en una especie de exilio por haber sido acusado de "traidor", por el movimiento nacionalista checo.
Sus libros de viajes abundan en observaciones pertinentes y agudas, muestra de un observador atento a los detalles. 

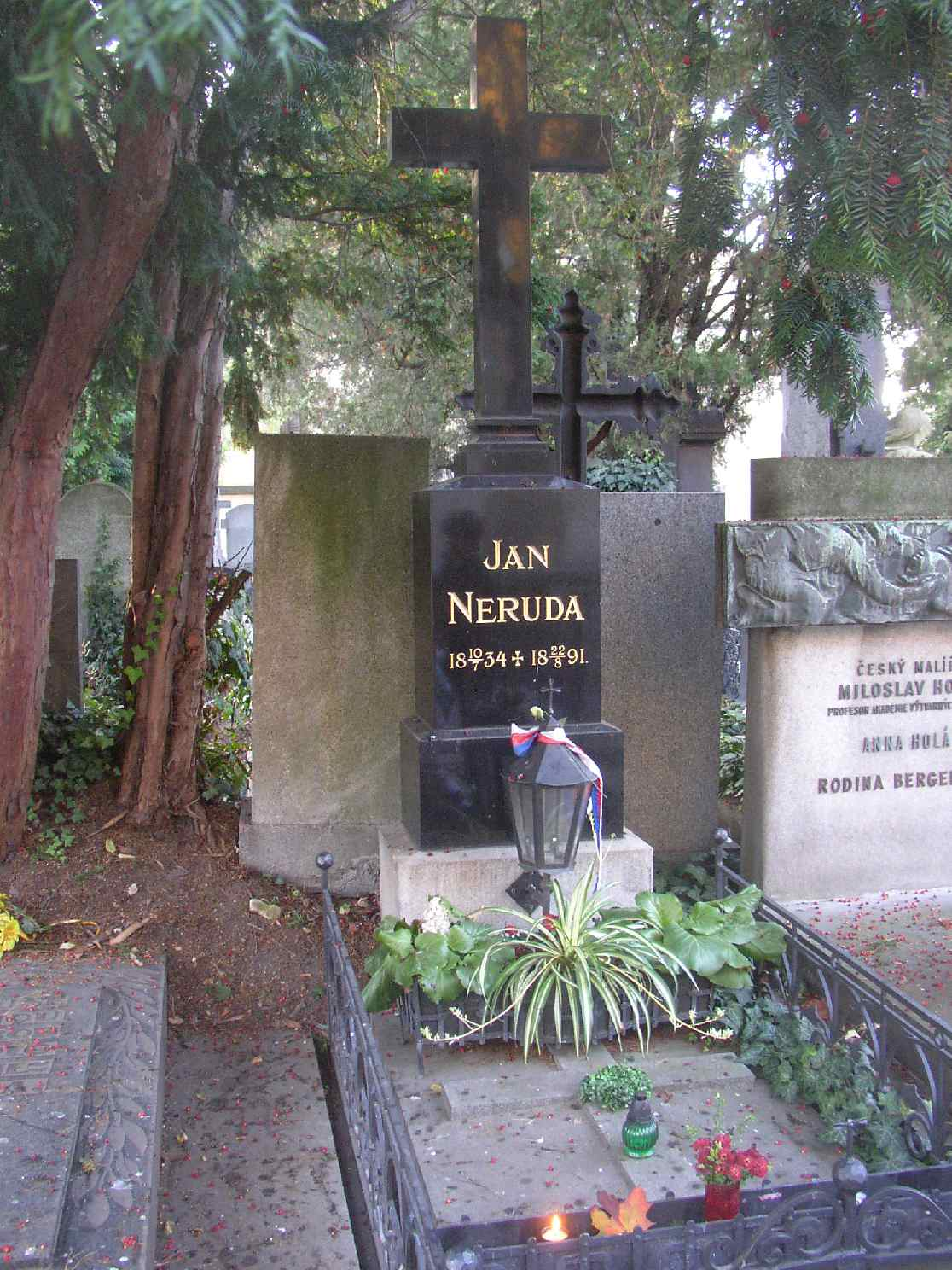
Tumba de Jan Neruda en el cementerio de Vyšehrad.

Su obra promueve la idea de un renacimiento de la cultura checa. Como escritor y periodista tomó parte en las luchas políticas y culturales de su generación y obtuvo una reputación de crítico de incisiva mirada. Reflejó con gran viveza y capacidad satírica a la pequeña burguesía praguense en su más célebre colección de relatos Cuentos de Mala Strana, (Povídky malostranské) De 1883 hasta su muerte, residió en Nove Mesto.
Fue enterrado en 1891 en el cementerio de Vyšehrad, donde reposan grandes personalidades de la cultura checa.

## Influencia en la cultura hispanoamericana
A pesar de estar documentadas las visitas de Pablo Neruda a la entonces Praga checoslovaca, y sobre su favoritismo por la calle Nerudova ("de Neruda") que lleva el nombre gracias al poeta checo Jan Neruda, hay quienes aún sostienen como tan solo una presunción que el origen del seudónimo adoptado por el poeta chileno Ricardo Neftalí Reyes Basoalto haya sido en atribución directa a la obra de Jan Neruda. El poeta chileno además se tomó la libertad de modificar de palabra esdrújula a de acentuación grave, diferenciándola intencionadamente o no de la acentuación original, propia de la lengua checa. La relación con Jan Neruda fue una idea poco desmentida por Pablo Neruda que apoyó la idea en alguna ocasión, sin embargo existirían discrepancias en la comunidad literaria, probablemente en defensa del valor y originalidad del trabajo del poeta chileno, fundamentadas en la dificultad de acceder a obras traducidas de dicho autor tan lejano en distancia y tan cercano en el tiempo.